# Corticarina delicatula
Corticarina delicatula là một loài bọ cánh cứng trong họ Latridiidae. Loài này được Wollaston miêu tả khoa học năm 1864.